# Смородинское водохранилище
Смородинское водохранилище — водохранилище в Горноуральском городском округе Свердловской области, на реке Межевая Утка, при впадении в Межевую Утку левого притока — реки Смородинка. Расположено в 8,5 км на север от посёлка Висим, с которым соединено грунтовой дорогой (по дороге 10 км).
Плотина в 82,2 км от устья Межевой Утки. Площадь водного зеркала 0,35 км², уровень уреза воды 295 м над уровнем моря. Водохранилище окружено лесом, верховья в паводок через протоку соединены с озером Бездонное.

## Данные водного реестра
По данным государственного водного реестра России, река относится к Камскому бассейновому округу, бассейну Камы, подбассейн — бассейны притоков Камы до впадения Белой, водохозяйственный участок Чусовая от г. Ревда до в/п пгт Кын. Код объекта в государственном водном реестре — 10010100621499000000060.